# Заїка Олексій Сергійович
Олексій Сергійович Заїка (нар. 9 серпня 2000) — український футболіст, захисник Сімферопольської  «Таврії».

## Життєпис
Вихованець клубу «Любомир» (Ставище), у складі якого виступав у чемпіонаті Київської області. У 2019 році приєднався до «Енергії». У футболці новокаховського клубу дебютував 27 липня 2019 року в переможному (3:1) домашньому поєдинку 1-о туру групи Б Другої ліги проти «Нікополя». Олексій вийшов на поле на 46-й хвилині, замінивши Павла Бесараба.